# Gilia valdiviensis
Gilia valdiviensis är en blågullsväxtart som beskrevs av August Heinrich Rudolf Grisebach. Gilia valdiviensis ingår i släktet gilior, och familjen blågullsväxter. Inga underarter finns listade i Catalogue of Life.